# William Harbutt
William Harbutt (ur. 13 lutego 1844 w North Shields, zm. 1 czerwca 1921 w Nowym Jorku) – brytyjski nauczyciel, jeden z wynalazców plasteliny obok Franza Kolba.
Urodził się w North Shields w Anglii. Odbył studia w Royal College of Art. W latach 1874-77 był kierownikiem School of Art and Design w Bath. W mieście tym założył własną szkołę, razem z żoną Elizabeth - miniaturzystką, tworzącą dzieła wystawiane w Królewskiej Akademii Sztuk Pięknych i na World’s Columbian Exposition w Chicago, a także portrety Wiktorii Hanowerskiej i jej męża Alberta, na zlecenie samej królowej.
Plastelinę wynalazł w 1897 roku, poszukując materiału o własnościach zbliżonych do gliny, lecz możliwego do wielokrotnego użycia dla swoich uczniów. W 1899 roku otrzymał zastrzeżony znak towarowy, a rok później rozpoczął budowę fabrykę plasteliny w Bathampton. Plastelina stała się towarem powszechnie dostępnym w 1908 roku. Popularyzował nowy produkt podczas swych licznych podróży. Zmarł na zapalenie płuc w 1921 roku w Nowym Jorku.